# Luísa Ulrica da Prússia
Luísa Ulrica da Prússia (em alemão: Luise Ulrike von Preußen; Berlim, 24 de julho de 1720 – Färingsö, 16 de julho de 1782) foi a esposa do rei Adolfo Frederico e rainha consorte da Suécia de 1751 até 1771. Era filha do rei Frederico Guilherme I da Prússia e sua esposa Sofia Doroteia de Hanôver, sendo assim neta do rei Jorge I da Grã-Bretanha.

## Biografia
Em 1744, Ulrica casou com Adolfo Frederico de Holsácia-Gottorp, eleito príncipe da Suécia em 1743 e que, depois da sua sucessão ao trono em 1751, reinou como rei Adolfo Frederico da Suécia. Luísa Ulrica foi recebida com grande entusiasmo na corte sueca, como a esperança da resolução dos problemas de sucessão ao trono, e ganhou popularidade pela sua beleza e pelo nascimento dos seus filhos, nenhuma criança nasceu no seio da casa real sueca durante quase cinquenta anos até ao nascimento do seu primeiro filho.
Quando se tornou rainha consorte, Ulrica revitalizou a corte real, que havia sido abandonada durante o reinado de Frederico I da Suécia, e fundo um teatro no Palácio de Drottningholm. O seu interesse pelo teatro francês, levou-a a interromper o desenvolvimento do teatro nativo sueco no Bollhuset.
Luísa Ulrica dominou fortemente o seu marido e a corte, exercendo também o poder executivo enquanto o seu marido se manteve no trono. Entretanto, o rei era na Suécia mera decoração, tendo a monarquia um único nome, Luísa Ulrica. Mesmo assim, as suas ambições era maiores. Luísa havia nascido numa monarquia absoluta, e procurava seguidores com quem planeou um golpe de estado que derrubasse o governo e fizesse florescer no país o absolutismo. O golpe tomaria lugar em 1756, mas o plano foi descoberto. A rainha foi reprimida e repreendida fortemente pelo governo, e os seus seguidores, que a ajudariam na execução do golpe, foram executados.
Entretanto, Ulrica tornou-se novamente numa figura dominante, com numerosas querelas contra o governo durante vários anos. Em 1763, o governo pressionou-a a escrever ao irmão, o rei da Prússia, para impedir que a província sueca da Pomerânia, na Germânia, fosse anexada ao Reino da Prússia, após a Guerra dos Sete Anos.

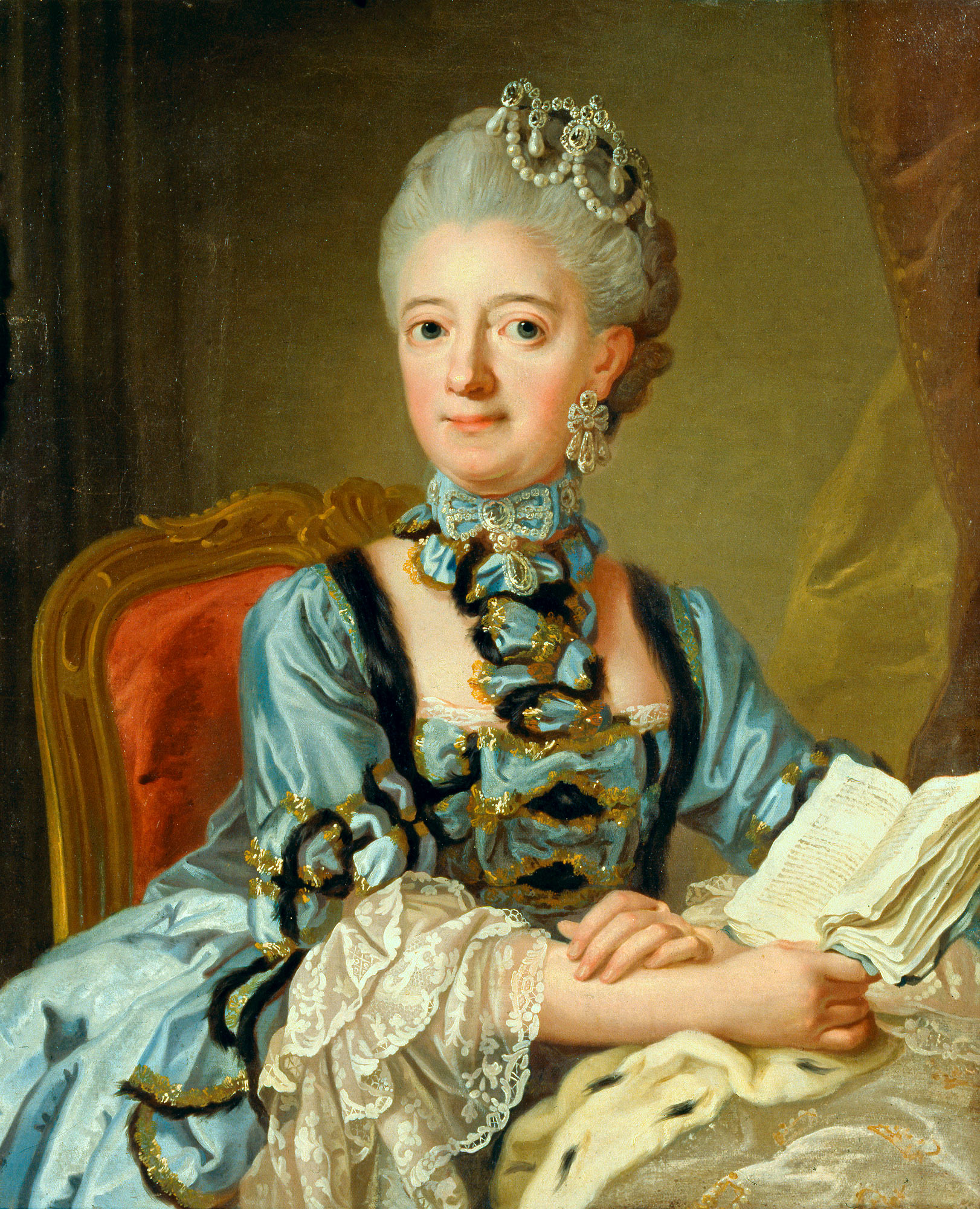
Luísa Ulrica
Por Lorens Pasch o Jovem
Museu Nacional de Belas-Artes da Suécia

A sua figura é notavelmente relembrada na Suécia como a fundadora do Witterhetsakademin,
uma academia à qual pertenceram membros como Carolus Linnaeus. Fez e influenciou um notório patronato artístico e científico, protegeu o trabalho de vários cientistas e artistas, incluindo a pintora Ulrica Pasch, e, no âmbito da literatura, Hedvig Charlotta Nordenflycht.
O novo rei, em 1772, seu filho, incorporou a monarquia absoluta na Suécia, após o seu falhado golpe de 1756, depondo a democracia para satisfação da mãe. Todavia, a sua relação com o filho deteriorou-se com o facto de este não querer submeter-se aos seus desmandos.

Com o seu acervo artístico, e com uma comitiva à altura da sua posição, agora, de rainha-mãe, saiu no ano de 1777 do palácio real. Em 1778, aquando do nascimento do primogênito de Gustavo III da Suécia, fez questão de espalhar o rumor de que o filho era ilegítimo e que Gustavo havia sido traído pela esposa. Após o sucedido foi obrigada pelo filho a realizar uma declaração formal de que o rumor era falso, uma repetição da humilhação de 1756.

## Descendência
| Nome             | Foto | Nascimento | Falecimento | Notas                                                                  |
| ---------------- | ---- | ---------- | ----------- | ---------------------------------------------------------------------- |
| Filho natimorto  |      | 1745       | 1745        |                                                                        |
| Gustavo III      |      | 1746       | 1792        | Casou-se com a princesa Sofia Madalena da Dinamarca. Com descendência. |
| Carlos XIII & II |      | 1748       | 1818        | Casou-se com Edviges de Holsácia-Gottorp. Sem descendência.            |
| Frederico Adolfo |      | 1750       | 1803        | Duque da Gotalândia Oriental. Não se casou.                            |
| Sofia Albertina  |      | 1753       | 1829        | Princesa-Abadessa de Quedlimburgo.                                     |

## Títulos e estilos
- 24 de julho de 1720 – 29 de agosto de 1744: Sua Alteza Real a princesa Luísa Ulrica da Prússia
- 29 de agosto de 1744 – 25 de março de 1751: Sua Alteza Sereníssima, a Duquesa de Holsácia-Gottorp
- 25 de março de 1751 – 12 de fevereiro de 1771: Sua Majestade, a Rainha da Suécia
- 12 de fevereiro de 1771 – 16 de julho de 1782: Sua Majestade, a Rainha-mãe da Suécia